# Wilhelm Müller (Ethnologe)
Wilhelm Müller (auch Wilhelm Müller-Wismar; * 20. Mai 1881 in Wismar; † 13. Oktober 1916 in Malang auf Java) war ein deutscher Ethnologe.

## Biografie
Der Sohn eines Bankdirektors aus Wismar studierte Ethnologie und Anthropologie an der Universität Berlin bei Felix von Luschan. Müller promovierte 1905 zum Dr. phil. mit der Arbeit Beiträge zur Kraniologie der Neu-Britannier und wurde wissenschaftlicher Hilfsarbeiter am Berliner Museum für Völkerkunde. Hier wandte er sich der Sprachwissenschaft zu, lernte das Sanskrit (Religion, Literatur, Mythologie) sowie die Sprachen der Südsee. Als Ethnologe und Dolmetscher nahm er an der von Georg Thilenius organisierten Hamburger Südsee-Expedition der Hamburgischen wissenschaftlichen Stiftung 1908–1910 teil. Zusammen mit Ernst Sarfert und Paul Hambruch machte Müller während dieser Expedition Walzenaufnahmen, die sich heute im Berliner Phonogramm-Archiv befinden. Nach seiner Expedition zu den Südlichen Molukken 1913–1914 konnte Müller durch den Ausbruch des Ersten Weltkrieges nicht nach Deutschland zurückkehren und blieb auf Java. 1916 starb er in Malang an Typhus.

## Werke (Auswahl)
- Beiträge zur Kraniologie der Neu-Britannier. In: Mitteilungen aus dem Museum für Völkerkunde in Hamburg. Band 23, 1906, S. 71–187.
- Austroinsulare Kanus als Kult- und Kriegssymbole. In: Baessler-Archiv. Band 2, 1912, S. 235–249.
- Die Religionen der Südsee 1905–1910. In: Archiv für Religionswissenschaft. Band 16, 1913, S. 176–207.
- Yap. In: Georg Thilenius (Hrsg.): Ergebnisse der Südsee-Expedition 1908–1910, Halbbd. 1 und 2, Friederichsen, Hamburg 1917
  - Halbbd. 1, Friederichsen, Hamburg 1917 (Online, alternativ)
  - Halbbd. 2, Friederichsen, Hamburg 1918 (Online)